# Priotyrannus hueti
Priotyrannus hueti är en skalbaggsart som beskrevs av Alain Drumont 2008. Priotyrannus hueti ingår i släktet Priotyrannus och familjen långhorningar. Inga underarter finns listade i Catalogue of Life.